# Volvo S80
Volvo S80 er en øvre mellemklassebil fra den svenske bilfabrikant Volvo Cars, som blev introduceret i 1998, og siden 2006 er blevet solgt i anden generation.

## S80 (type TS, 1998−2006)
Med introduktionen af S80 i august 1998 fortsatte Volvo det med modellerne S40 og V40 i 1995 indførte grundlag for et frem til i dag fortsat formsprog. De primære kendetegn var den V-formede motorhjelm med udestående næse samt de afrundede baglygter. Med de nye former tog Volvo endegyldigt afstand fra hjørner og kanter, som sidst sås på V70 (frem til 2000). S80 var den første bil på P2-platformen, som også er blevet benyttet til S60, V70 (fra 2000), XC70 og XC90.
Hovedkonkurrenten var sedanversionen af Saab 9-5.
S80 gav Volvo talrige innovationer med bl.a. krop/skulder-airbag, skuldertraumebeskyttelsessystemet WHIPS (WHIplash Protection System) og det automatiske klimaanlæg med aktivt kulfilter (ingen lugte udefra mere). På grund af de tværliggende motorer havde S80 meget plads til for- og bagsædepassagerer.
S80 fandtes med fem- og sekscylindrede rækkemotorer (diesel kun femcylindret); benzinmotorerne fandtes både med og uden turbolader. Der fandtes også en BiFuel-version, som både kunne køres på benzin og naturgas. Effekten gik fra 96 kW (130 hk) i 2,4D op til 200 kW (272 hk) i T6.
S80 var forhjulstrukket, dog fandtes 2,5T med 154 kW (210 hk) også med firehjulstræk.

### Udstyrsvarianter
I begyndelsen fandtes S80 i udstyrsvarianterne Comfort, Premium og den meget luksuriøse Executive hvortil visse specielle udstyrsdetaljer var forbeholdt, som f.eks. Rear Seat Entertainment System med TFT-skærme i forsædernes nakkestøtter og en køleboks bag armlænet. Modellen kunne også leveres med automatgear (Geartronic).
Efter faceliftet i foråret 2003 med bl.a. forlygter i klart glas og i bilens farve lakerede stødlister, fandtes modellen i udstyrsvarianterne Kinetic, Momentum og Summum.
- Bagfra

Inden produktionen blev indstillet i starten af 2006, lancerede Volvo traditionen tro en Classic-model med udvidet udstyr.
- Volvo S80 (2003–2006)
- Bagfra

### Sikkerhed
Det svenske forsikringsselskab Folksam vurderer flere forskellige bilmodeller ud fra oplysninger fra virkelige ulykker, hvorved risikoen for død eller invaliditet i tilfælde af en ulykke måles. I rapporterne er/var S80 i årgangene 1998/1999 til 2006 klassificeret som følger:
- 2003: Mindst 30% bedre end middelbilen[2]
- 2005: Mindst 30% bedre end middelbilen[3]
- 2007: Mindst 20% bedre end middelbilen[4]
- 2009: Mindst 30% bedre end middelbilen[5]
- 2011: Mindst 30% bedre end middelbilen[6]
- 2013: Mindst 40% bedre end middelbilen[7]
- 2015: Mindst 20% bedre end middelbilen[8]

### Tekniske data
| Model         | Cylindre | Ventiler | Slagvolume cm³ | Max. effekt kW (hk) / omdr. | Max. drejningsmoment Nm / omdr. | Motorkode | 0-100 km/t sek. | Topfart km/t | Byggeår          |
| ------------- | -------- | -------- | -------------- | --------------------------- | ------------------------------- | --------- | --------------- | ------------ | ---------------- |
| Benzinmotorer |          |          |                |                             |                                 |           |                 |              |                  |
| 2.0 T         | 5        | 20       | 1984           | 120 (163) / 5100            | 230 / 2100                      | B5204T4   | 9,2             | 220          | 6/1998 − 11/1999 |
| 2.0 T         | 5        | 20       | 1984           | 132 (180) / 5500            | 240 / 1850 − 5000               | B5204T5   | 8,9             | 225          | 12/1999 − 9/2003 |
| 2.4           | 5        | 20       | 2435           | 103 (140) / 4500            | 220 / 3300                      | B5244S2   | 10,5            | 205          | 1/1999 − 5/2006  |
| 2.4 BiFuel    | 5        | 20       | 2435           | 103 (140) / 5800            | 192 / 4500                      | B5244SG   | 10,5            | 205          | 9/2001 − 5/2006  |
| 2.4i          | 5        | 20       | 2435           | 125 (170) / 6000            | 225 / 4500                      | B5244S    | 9,0             | 220          | 1/1999 − 5/2006  |
| 2.4 T         | 5        | 20       | 2435           | 147 (200) / 6000            | 285 / 1800                      | B5244T3   | 7,9             | 230          | 4/2000 − 9/2003  |
| 2.5 T         | 5        | 20       | 2521           | 154 (210) / 5000            | 320 / 1500 − 4500               | B5254T2   | 7,3             | 235          | 3/2003 − 5/2006  |
| 2.9           | 6        | 24       | 2922           | 150 (204) / 6000            | 267 / 4800                      | B6304S3   | 8,2             | 235          | 6/1998 − 6/2001  |
| 2.9           | 6        | 24       | 2922           | 144 (196) / 5200            | 280 / 3900                      | B6294S2   | 8,5             | 225          | 6/2001 − 5/2006  |
| T6            | 6        | 24       | 2783           | 200 (272) / 5400            | 380 / 2000                      | B6284T    | 7,2             | 250          | 6/1998 − 6/2001  |
| T6            | 6        | 24       | 2922           | 200 (272) / 5200            | 380 / 1800 − 5000               | B6294T    | 7,2             | 250          | 6/2001 − 5/2006  |
| Dieselmotorer |          |          |                |                             |                                 |           |                 |              |                  |
| 2.4 D         | 5        | 20       | 2401           | 96 (130) / 4000             | 280 / 1750 − 3000               | D5244T2   | 11,9            | 200          | 10/2001 − 5/2006 |
| D5            | 5        | 20       | 2401           | 120 (163) / 4000            | 340 / 1750 − 3000               | D5244T    | 9,8             | 210          | 8/2001 − 5/2006  |
| 2.5 TDI1      | 5        | 10       | 2460           | 103 (140) / 4000            | 290 / 1900                      | D5252T    | 11,0            | 205          | 1/1999 − 6/2001  |

## S80 (type AS, 2006−2016)
I marts 2006 kom der en ny, indvendigt og udvendigt betydeligt mere moderne udgave af S80. Ud over modificerede sekscylindrede rækkemotorer fandtes modellen for første gang også med den fra XC90 kendte 4,4-liters V8-motor med firehjulstræk (All Wheel Drive, kort AWD). 3,2-liters R6- og 4,4-liters V8-benzinmotorerne findes kun med automatgear.
Teknisk set er anden generation af Volvo S80 baseret på P24-platformen, som også danner basis for flere andre bilmodeller fra Ford-koncernen (Ford Galaxy, S-MAX, Mondeo samt Mazda6), som Volvo Cars tilhørte mellem 1999 og 2010.
- Bagfra

### Facelifts

#### 2009
På Frankfurt Motor Show i september 2009 blev der præsenteret en faceliftet version af S80, som udvendigt kan kendes på det større Volvo-logo end hidtil. Motorprogrammet kom nu også til at omfatte mindre motormuligheder end hidtil.
Efter at det kinesiske firma Geely havde købt Volvo, blev V8-motoren taget af programmet ved udgangen af 2010, da den ikke kunne opfylde den fra starten af 2011 krævede Euro5-norm.
- Volvo S80 (2009–2011)

##### Tekniske nyheder
- Automatisk nødopkaldssystem Volvo On Call
- Bi-xenonforlygter med dynamisk kurvelys
- Aktivt hastigheds- og afstandsreguleringssystem
- Aktiv undervogn Four C
- BLIS (Blind Spot Information System) − system til overvågning af døde vinkler
- Bremseassistent Pro
- Dynaudio lydsystem (5 × 130 Watt, Dolby Surround Pro Logic II, 12 Dynaudio-højttalere)
- Personal Car Communicator (kort PCC, fjernbetjeningsnøgle med tokanal-teknik)
- Forbedret beskyttelse ved en frontalkollision ved hjælp af crashoptimerede og pladsbesparende motorer

#### 2011
I maj 2011 fik S80 et yderligere diskret facelift, som med sig førte en modificeret kabine samt en mere moderne dieselmotor. Optisk blev S80 modificeret med nyt lygtedesign og nye front- og hækskørter. Den femcylindrede dieselmotor D5 blev komplet modificeret. Commonrail-biturbodiesel-teknikken bevirker en betydeligt bedre acceleration, en mere effektiv forbrænding med lavere brændstofforbrug og − på grund af udstødningsgasrecirkulationen − nedsat CO2-udslip. 2,4-litersmotoren fik dermed sin effekt øget til 158 kW (215 hk).
Kabinen blev ligeledes modificeret med nye armaturer. Navigationssystemet blev placeret oven over midterkonsollen under en bred hylde. Næsten alle funktioner i bilen samt adgangen til kørselshjælpssystemerne kan styres centralt med (dreje)knappen på midterkonsollen og/eller på det udvidede multifunktionsrat.
- Volvo S80 D5 (2011−2013)
- Bagfra

##### D5-dieselmotoren i detaljer
- Højtudviklet femcylindret biturbodieselmotor af aluminium, 2,4 liters slagvolume
- Øget effekt: 158 kW (215 hk), 420 Nm (D5 forhjulstræk) drejningsmoment fra 1500 til 3250 omdr./min. hhv. 440 Nm (D5 firehjulstræk) fra 1500 til 3000 omdr./min.
- 0 til 100 km/t på 7,6 hhv. 7,8 sekunder
- Nyudviklet knastaksel, plejlstænger, kolberinge, kolbekøleventiler, økovakuumpumpe, oliepumpe i bundkar, kædedreven knastaksel samt brændstofpumpe
- Lavere vægt
- Lavere friktion
- Lavere brændstofforbrug med nedsat CO2-udslip
- Start/stop-system (kun version med manuel gearkasse)
- Sekstrins manuel gearkasse eller sekstrins Geartronic-automatgearkasse med sportsmodus

#### 2013
I rammerne af et yderligere facelift, som fandt sted i midten af 2013, fik den nu rundere kølergrill fire lodrette, forkromede lameller. Ligeledes blev den nederste del af frontskørterne modificeret, således at den optiske adskillelse mellem det midterste og det øverste luftindtag blev fjernet.
Derudover blev sidespejlenes design modificeret, så de nu er udstyret med LED-blinklys. Et karakteristisk kendetegn for bagklappen er kromlisten under baglygterne samt Volvo-skrifttrækket.
- Volvo S80 (2013−)

### Sikkerhed
Det svenske forsikringsselskab Folksam vurderer flere forskellige bilmodeller ud fra oplysninger fra virkelige ulykker, hvorved risikoen for død eller invaliditet i tilfælde af en ulykke måles. I rapporterne er/var S80 fra 2007 og frem klassificeret som følger:
- 2013: Mindst 40% bedre end middelbilen[7]
- 2015: Mindst 40% bedre end middelbilen[8]

### Tekniske data
| Model              | Cylindre | Ventiler | Slagvolume cm³ | Max. effekt kW (hk) / omdr. | Max. drejningsmoment Nm / omdr. | Motorkode | 0-100 km/t sek. | Topfart km/t | Byggeår          |
| ------------------ | -------- | -------- | -------------- | --------------------------- | ------------------------------- | --------- | --------------- | ------------ | ---------------- |
| Benzinmotorer      |          |          |                |                             |                                 |           |                 |              |                  |
| T4                 | 4        | 16       | 1595           | 132 (180) / 5700            | 240 / 1600 − 5000               | B4164T    | 8,5             | 220          | 1/2011 −         |
| 2.0                | 4        | 16       | 1999           | 107 (145) / 6000            | 190 / 4500                      | B4204S3   | 10,9            | 205          | 9/2007 − 10/2010 |
| 2.0 T              | 4        | 16       | 1999           | 149 (203) / 6000            | 300 / 1750 − 4000               | B4204T6   | 7,9             | 235          | 5/2010 − 5/2011  |
| T5                 | 4        | 16       | 1999           | 177 (240) / 5500            | 320 / 1800 − 5000               | B4204T7   | 7,5             | 245          | 10/2010 −        |
| 2.5 T              | 5        | 20       | 2521           | 147 (200) / 4800            | 300 / 1500 − 4500               | B5254T6   | 7,7             | 235          | 3/2006 − 4/2009  |
| 2.5 T              | 5        | 20       | 2521           | 170 (231) / 4800            | 340 / 1700 − 4800               | B5254T10  | 7,3             | 240          | 4/2009 − 10/2010 |
| 3.2                | 6        | 24       | 3192           | 173 (238) / 6200            | 320 / 3200                      | B6324S    | 7,9             | 240          | 7/2006 − 5/2010  |
| 3.2                | 6        | 24       | 3192           | 179 (243) / 6400            | 320 / 3200                      | B6324S5   | 7,9             | 240          | 5/2010 − 4/2012  |
| T6                 | 6        | 24       | 2953           | 210 (285) / 5600            | 400 / 1500 − 4800               | B6304T2   | 6,9             | 2501         | 4/2007 − 5/2010  |
| T6                 | 6        | 24       | 2953           | 224 (304) / 5600            | 440 / 2100 − 4200               | B6304T4   | 6,7             | 2501         | 5/2010 −         |
| V8                 | 8        | 32       | 4414           | 232 (315) / 5950            | 440 / 3950                      | B8444S    | 6,5             | 2501         | 3/2006 − 10/2010 |
| Benzin/E85-motorer |          |          |                |                             |                                 |           |                 |              |                  |
| T4F                | 4        | 16       | 1595           | 132 (180) / 5700            | 240 / 1600 − 5000               |           | 6,9             | 220          | 5/2011 −         |
| 2.0F               | 4        | 16       | 1999           | 107 (145) / 6000            | 190 / 4500                      | B4204S4   | 11,3            | 195          | 9/2007 − 10/2010 |
| 2.5TF              | 5        | 20       | 2521           | 170 (231) / 4800            | 340 / 1700 − 4800               | B5254T11  | 8,6             | 240          | 4/2009 − 5/2010  |
| Dieselmotorer      |          |          |                |                             |                                 |           |                 |              |                  |
| 1.6 D2             | 4        | 16       | 1560           | 80 (109) / 4000             | 240 / 1750                      | D4164T    | 12,4            | 190          | 4/2009 − 10/2010 |
| 1.6 DRIVe/D223     | 4        | 8        | 1560           | 84 (114) / 3600             | 270 / 1750 − 2500               | D4162T    | 11,5            | 190          | 5/2011 −         |
| 2.0 D4             | 4        | 16       | 1997           | 100 (136) / 4000            | 320 / 2000                      | D4204T    | 10,7            | 200          | 4/2007 − 4/2010  |
| D3                 | 5        | 20       | 1984           | 100 (136) / 2900            | 350 / 1500 − 2250               |           | 10,4            | 205          | 5/2012 −         |
| D3/D44             | 5        | 20       | 1984           | 120 (163) / 2900            | 400 / 1400 − 2850               | D5204T2   | 9,7             | 215          | 4/2010 −         |
| 2.4 D              | 5        | 20       | 2400           | 120 (163) / 4000            | 340 / 1750 − 2750               | D5244T5   | 9,5             | 215          | 3/2006 − 4/2009  |
| 2.4 D              | 5        | 20       | 2400           | 129 (175) / 3000 − 4000     | 420 / 1500 − 2750               | D5244T14  | 9,5             | 215          | 4/2009 − 5/2010  |
| D5                 | 5        | 20       | 2400           | 136 (185) / 4000            | 400 / 2000 − 2750               | D5244T4   | 8,9             | 220          | 3/2006 − 4/2009  |
| D5                 | 5        | 20       | 2400           | 151 (205) / 4000            | 420 / 1750 − 3000               | D5244T10  | 8,0             | 230          | 11/2008 − 4/2011 |
| D5                 | 5        | 20       | 2400           | 158 (215) / 4000            | 420 / 1500 − 3250               | D5244T11  | 7,6             | 230          | 5/2011 −         |

### Priser
- 2009: Top Safety Pick 2010[10]